# Plaveč (Drahouš)

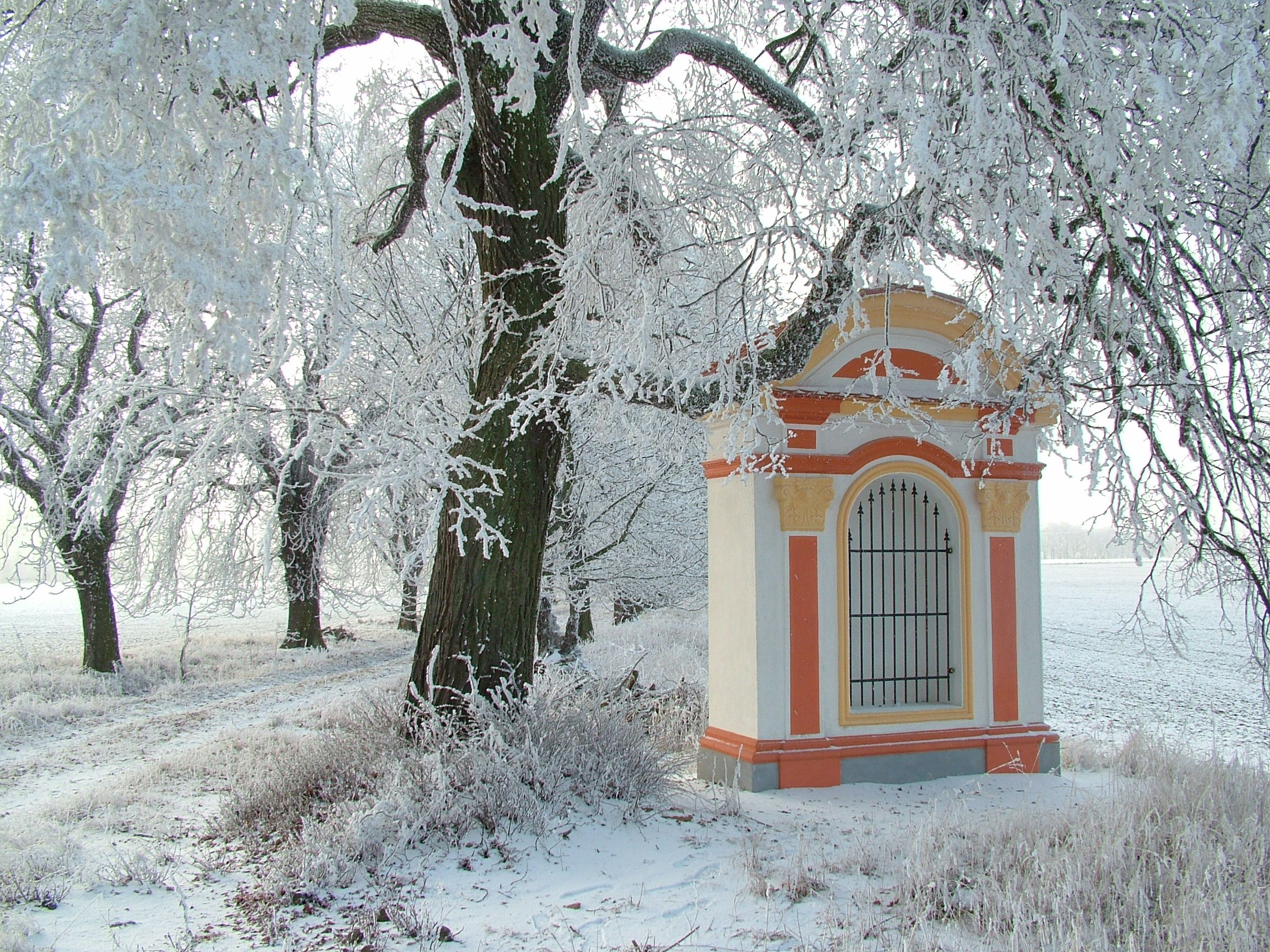
Kaple Panny Marie Altöttingenské na Plávči u Svatého Huberta

Plaveč je bývalý statek a jeho blízké okolí v katastrálním území obce Drahouš v okresu Rakovník v západní části Středočeského kraje. 

## Poloha
Plaveč se nachází přibližně 1,8 km východně od obce Drahouš a asi 18 km západně od Rakovníka a je dostupná po lesní cestě ze silnice spojující obce Drahouš a Svatý Hubert. Asi 350 m severozápadně od statku je silně poškozený letohrádek, asi 300 m východně je kaplička Panny Marie Altöttingenské. Všechny tři objekty spojuje kaštanová alej, která vede dál na západ směrem na Jesenici. V sedle za Plavečským vrchem (603 m n. m.), asi 1,5 km jihovýchodně od statku je v lese zámeček Svatý Hubert. 

## Historie
První zmínky o zemědělském dvoře Plaveč se objevují již v 15. stol. V šestnáctém století patřil statek Viktorinu z Kukštejna. Poté byl statek připojen k soseňskému statku a od roku 1620 k Petrohradskému panství. Začátkem 20. stol byl statek modernizován a byla vystavěna stodola v západní části objektu. Po druhé světové válce byl statek znárodněn a spadal pod státní statek Čistá, později státní statek Jesenice. V druhé polovině 20. stol. byl statek využíván k rostlinné i živočišné výrobě. Byl zde kravín, sklad travních semen, čisticí linka na obilí včetně skladovacích sil a jídelna. Po revoluci přešel statek do soukromého vlastnictví a k zemědělské výrobě se již prakticky nevyužíval.